# Caibi
Caibi este un oraș în Santa Catarina (SC), Brazilia.